# Robert Lamoureux
Robert Lamoureux, all'anagrafe Robert Marcel Adolphe Lamoureux (Parigi, 4 gennaio 1920 – Boulogne-Billancourt, 29 ottobre 2011), è stato un attore, regista, commediografo e paroliere francese.

## Biografia
Nato in una modesta famiglia, lasciò gli studi alla fine della scuola primaria e poi svolse lavori occasionali dall'età di 19 anni. Nel 1940, richiamato alle armi a Issoire, venne inquadrato negli Chantiers de la jeunesse française, prima di riprendere la vita civile nella Parigi occupata. Dopo la fine della guerra, divenne ragioniere presso la Société des Houillères du Sud-Oranais a Kénadsa, una trentina di chilometri a nord-ovest di Colomb-Béchar, in Algeria. Fece le sue prime esperienze da intrattenitore sul palcoscenico del Théâtre de la salle des fêtes des Houillères a Kénadsa. Ritornato a Parigi, esercitò la professione di rappresentante di commercio per macchine da scrivere.
Iniziò la sua carriera da attore professionista al Théatre des Trois Baudets, dove il produttore Jacques Canetti lo fece debuttare nel 1949, nello spettacolo 39.5°, rassegna curata da Pierre Dac e diretto da Yves Robert. Generalmente cominciava il suo numero seduto in sala tra gli spettatori, poi saliva sul palco per eseguire le sue canzoni e recitare divertenti monologhi. Nel 1950 registrò il suo primo disco, contenente il celebre brano Papa, Maman, la Bonne et Moi che ricevette il Gran prix du disque dall'Académie Charles-Cros e col quale divenne famoso negli ambienti del music hall e alla radio. A teatro si fece conoscere con lo sketch La chasse au canard (Caccia all'anitra), da lui scritto e interpretato, dove si trova la famosa frase: «Et le canard était toujours vivant...» («E l'anitra era ancora viva...»), della quale travisava il significato, diventando rapidamente un'espressione che significava pressappoco: «Le problème est toujours présent» («Il problema è tuttora presente»). Fu autore di quattordici commedie non esenti da una certa critica sociale, alcune delle quali vennero messe in scena per diversi anni e furono oggetto di molte rappresentazioni, come La Soupière nel 1971 o L'Amour foot nel 1993.

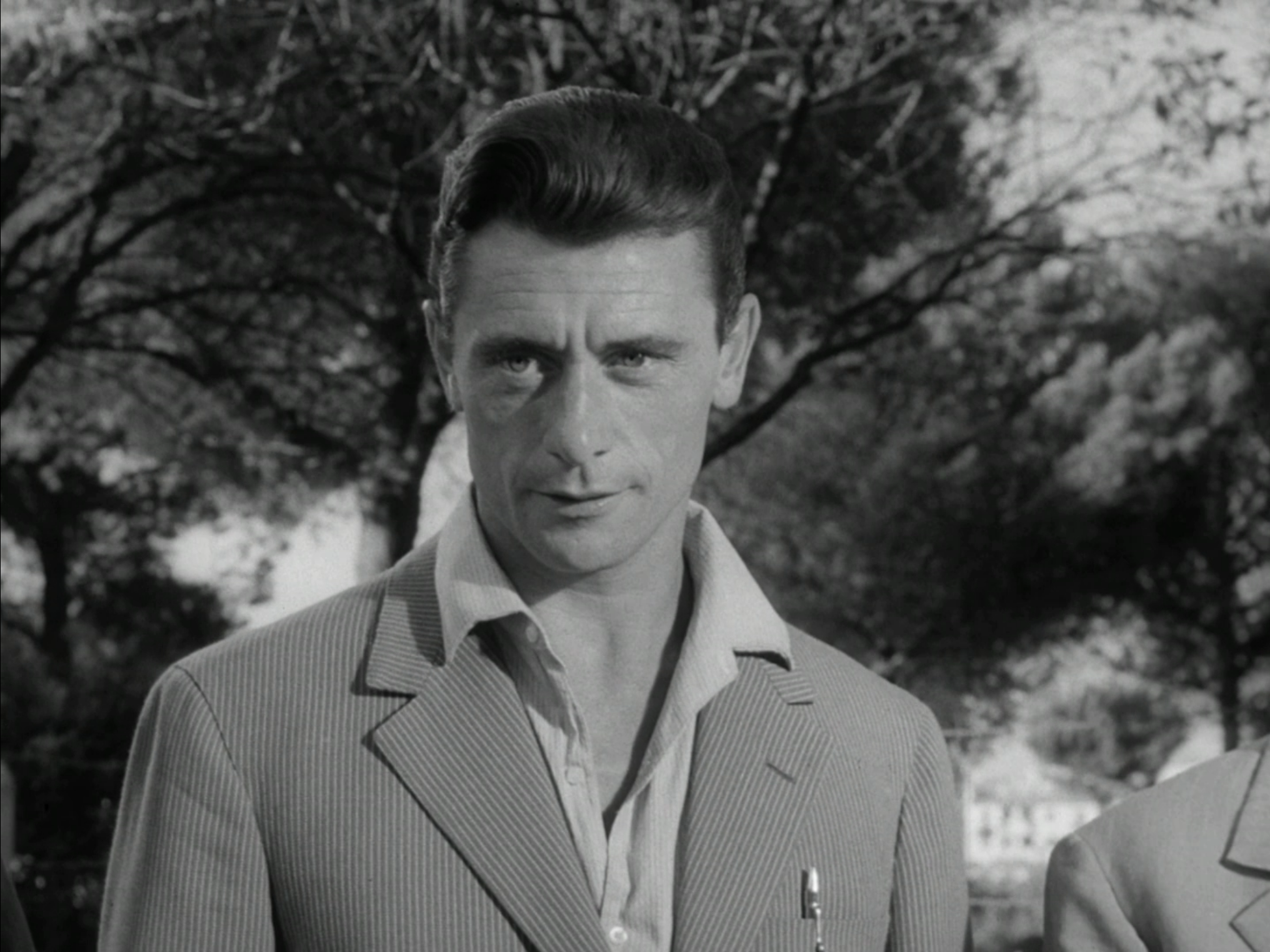
Robert Lamoureux nel film L'incantevole nemica (1953)

Ebbe un grande successo negli anni '50, con le commedie del Teatro di boulevard, dove impose il suo personaggio attraente e ironico. Al cinema interpretò 37 film tra il 1951 e il 1994. Il suo ruolo più significativo fu quello di Robert Langlois nei film Papà, mammà, la cameriera ed io... (1954) di Jean-Paul Le Chanois, ispirato a uno dei suoi spettacoli di cabaret, e il sequel Papà, mammà, mia moglie ed io (1955), dello stesso regista. Nel 1955 recitò con Betsy Blair in Rencontre à Paris e impersonò per due volte il personaggio di Arsenio Lupin in Le avventure di Arsenio Lupin (1956) di Jacques Becker e Il ritorno di Arsenio Lupin (1959) di Yves Robert.
Nel 1960 passò dietro la macchina da presa per realizzare film adattati dalle sue commedie del Teatro di Boulevard (Le mogli degli altri e Le brune sparano), che ebbero successo di pubblico ma vennero ignorati dalla critica. Dopo una lunga assenza dal cinema, reinventò il genere della commedia militare del vaudeville, in particolare con la serie di grande successo imperniata sulle vicissiitudini de La settima compagnia: Dov'è finita la 7ª compagnia? (1973), Tre eroi in fuga (1975), e La 7ème compagnie au clair de lune (1977). Tornò a recitare in un ruolo da protagonista in L'Apprenti salaud (1977) di Michel Deville, ma al grande schermo preferì il teatro, a cui dedicò gran parte della sua carriera. Sul piccolo schermo apparve in una decina tra serie televisive e telefilm tra il 1970 e il 1994, tra le quali si segnala Maguy.
Oltre a Papa, Maman, la Bonne et moi fu autore di altre canzoni come Histoire de roses, così come alcune poesie quali Eloge de la fatigue, scritta dopo aver visto a teatro Cyrano de Bergerac. Nel 1972 ebbe una disputa con Claude François sul testo di una canzone scritta da Lamoureux, Viens à la maison; Claude François eseguì poi una canzone con lo stesso titolo su testo di Frank Thomas e Jean-Michel Rivat. Lamoureux e il compositore della canzone originale (Henri Bourtayre, padre di Jean-Pierre Bourtayre) sporsero denuncia per plagio e la vinsero, costringendo Claude François a cambiare il titolo della sua canzone in Y'a le Printemps qui chante, tenendo il titolo originale come sottotitolo.
Dalla sua prima moglie, un'amica d'infanzia, sposata a 22 anni, ebbe tre figli. Sposò in seconde nozze Magali Vendeuil, attrice della Comédie-Française, dalla quale ebbe una quarta figlia, e della quale rimase vedovo nel gennaio del 2009. Nel 2000 venne insignito della Legion d'onore, la massima onorificenza francese. Morì il 29 ottobre 2011 all'età di 91 anni: è sepolto accanto alla moglie nel cimitero di Neauphle-le-Vieux.
È menzionato come l'82° dei 480 souvenirs citati da Georges Perec nel suo libro Je me souviens.

## Filmografia

### Regista
- Le mogli degli altri (Ravissante) (1960)
- Le brune sparano (La Brune que voilà) (1960)
- Dov'è finita la 7ª compagnia? (Mais où est donc passée la septième compagnie?) (1973)
- Impossible... pas français (1974)
- La 7ª compagnia ha perso la guerra (Opération Lady Marlène) (1975)
- Tre eroi in fuga (On a retrouvé la septième compagnie) (1975)
- La Septième Compagnie au clair de lune (1977)

### Attore
- Le Roi des camelots, regia di André Berthomieu (1951)
- Le Don d'Adèle, regia di Émile Couzinet (1951)
- Au fil des ondes, regia di Pierre Gautherin (1951)
- Chacun son tour, regia di André Berthomieu (1951)
- Allô... je t'aime, regia di André Berthomieu (1952)
- Lettre ouverte, regia di Alex Joffé (1953)
- Saluti e baci, regia di Giorgio Simonelli e Maurice Labro (1953)
- L'incantevole nemica, regia di Claudio Gora (1953)
- Virgile, regia di Carlo Rim (1953)
- Escalier de service, regia di Carlo Rim (1954)
- Papà, mammà, la cameriera ed io... (Papa, Maman, la Bonne et moi), regia di Jean-Paul Le Chanois (1954)
- Vacanze d'amore (Le Village magique), regia di Jean-Paul Le Chanois (1955)
- Si Paris nous était conté, regia di Sacha Guitry (1955)
- Papà, mammà, mia moglie ed io (Papa, maman, ma femme et moi), regia di Jean-Paul Le Chanois (1956)
- Rencontre à Paris, regia di Georges Lampin (1956)
- Il paese di Paperino (Une fée... pas comme les autres), regia di Jean Tourane (1956)
- Mia moglie, le modelle ed io (L'amour est en jeu), regia di Marc Allégret (1957)
- Le avventure di Arsenio Lupin (Les Aventures d'Arsène Lupin), regia di Jacques Becker (1957)
- La vita a due (La Vie à deux), regia di Clément Duhour (1958)
- Il ritorno di Arsenio Lupin (Signé Arsène Lupin), regia di Yves Robert (1959)
- La femme seule, episodio di La francese e l'amore (La Française et l'Amour), regia di Jean-Paul Le Chanois (1960)
- L'Apprenti salaud, regia di Michel Deville (1977)
- Le Jour des rois, regia di Marie-Claude Treilhou (1991)

## Doppiatori italiani
- Stefano Sibaldi in L'incantevole nemica, Papà, mammà, la cameriera ed io..., Vacanze d'amore
- Nando Gazzolo in Le avventure di Arsenio Lupin, Il ritorno di Arsenio Lupin